# Parlament Novog Zelanda
Parlament Novog Zelanda (engleski: New Zealand Parliament; maorski: Pāremata Aotearoa) predstavlja zakonodavnu vlast u Novom Zelandu, a sastoji se od monarha Novog Zelanda (tzv. Queen-in-Parliament) i Predstavničkog doma. Parlament je isprva bio dvodoman, međutim Zakonodavno vijeće je ukinuto 1951. godine. Utemeljen 1854., Parlament Novog Zelanda je jedan od najstarijih stalno aktivnih parlamenata u svijetu.
Predstavnički dom je demokratski izabrano tijelo čiji su zastupnici znani kao članovi parlamenta (Members of Parliament, MPs). Uglavnom se sastoji od 120 zastupnika, međutim moguće je da taj broj bude i veći zbog visećih mandata. Sedamdeset zastupnika se bira izravno kroz izborne jedinice, dok se ostala mjesta popunjavaju preko popisa temeljnog udjela kojeg svaka stranka ima u ukupnom broju glasova. Maori su od 1867. godine imali svog predstavnika, a 1893. godine žene su, prve na svijetu, dobile pravo glasa. Biračko pravo nemaju osuđenici koji još uvijek zbog odsluženja kazne borave u zatvoru.
Parlament je u svom radu usko povezan s izvršnom vlasti. Vlada Novog Zelanda sastoji se od predsjednika vlade i ministara zaduženih za pojedina područja političkog djelokruga. Prema načelima odgovorne vlade, ovi ministri se biraju iz redova stranke ili stranaka zastupljenih u Predstavničkom domu, s ciljem poštovanja ishoda izbora i volje birača.
Predstavnički dom se od 1865. godine sastaje u parlamentarnim zgradama, koje se nalaze u glavnom gradu, Wellingtonu. Izravni prijenosi sjednica dostupni su na tri televizijska kanala i novčano se podmiruju od strane samoga Parlamenta.

## Vanjske poveznice
- Službene stranice (engl.)